# Soaserana (Atsimo-Andrefana)
Soaserana is een plaats en commune in het zuiden van Madagaskar, behorend tot het district Betioky Sud, dat gelegen is in de regio Atsimo-Andrefana. Tijdens een volkstelling in 2001 telde de plaats 7.864 inwoners.
De plaats biedt alleen lager onderwijs aan. Ook vindt er op industriële schaal mijnbouw plaats. 55% van de bevolking werkt als landbouwer en 40% houdt zich bezig met veeteelt. De belangrijkste landbouwproducten zijn pinda's en rijst; andere belangrijke producten zijn mais en maniok. Verder is 5% actief in de dienstensector.